# Jesenice (distretto di Příbram)
Jesenice è un comune della Repubblica Ceca facente parte del distretto di Příbram, in Boemia Centrale.